# Johann-Georg Ebeling

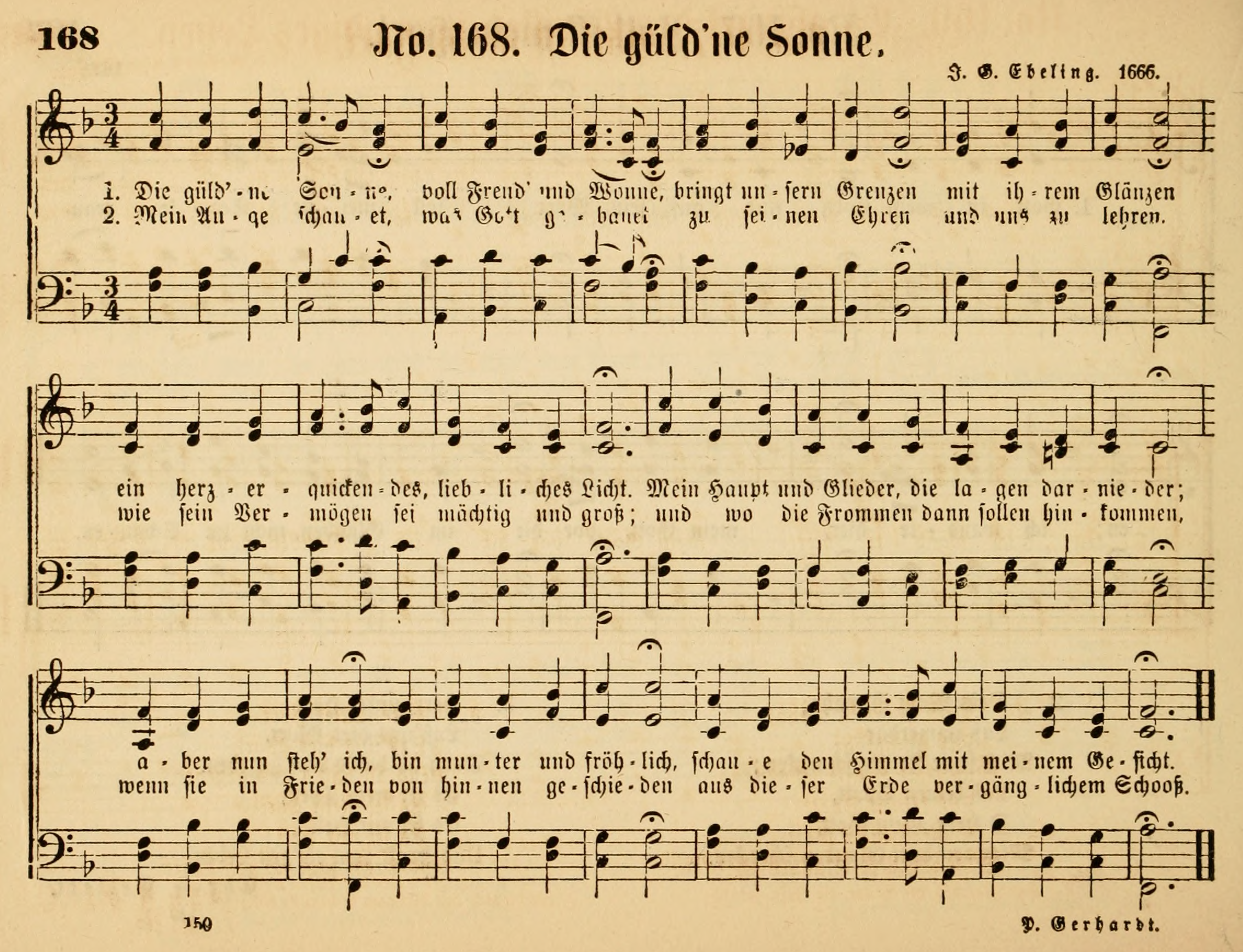
N° 168, « Die güld'ne Sonne », dans Sonntags-Schul-Harfe (« Pilger » - Librairie (A. Bendel), Reading, Pennsylvanie, 1878). Mise en musique en quatre parties de Johann Georg Ebeling, qui reprend les deux premières strophes de l'hymne de Paul G

Johann-Georg Ebeling, né vers 1620 à Lunebourg, et mort en 1676 à Stettin, est un compositeur allemand.

## Biographie
Né vers 1620 à Lunebourg, Johann-Georg Ebeling est directeur de musique à Berlin, puis professeur à Szczecin. Son principal ouvrage est un recueil de cent vingt cantiques spirituels à quatre voix avec deux violons et basse sur les poésies de Paul Gerhardt. La première édition est publiée à Berlin en 1666 sous le titre Pauli Gerhardi geistliche Andachten. Le même Ebeling est l'auteur d'une dissertation historique intitulée Archeologiae orphicae (1676), et d'un concerto pour plusieurs instruments (1662). Il meurt en 1676 à Stettin.